# Список умерших в 1409 году

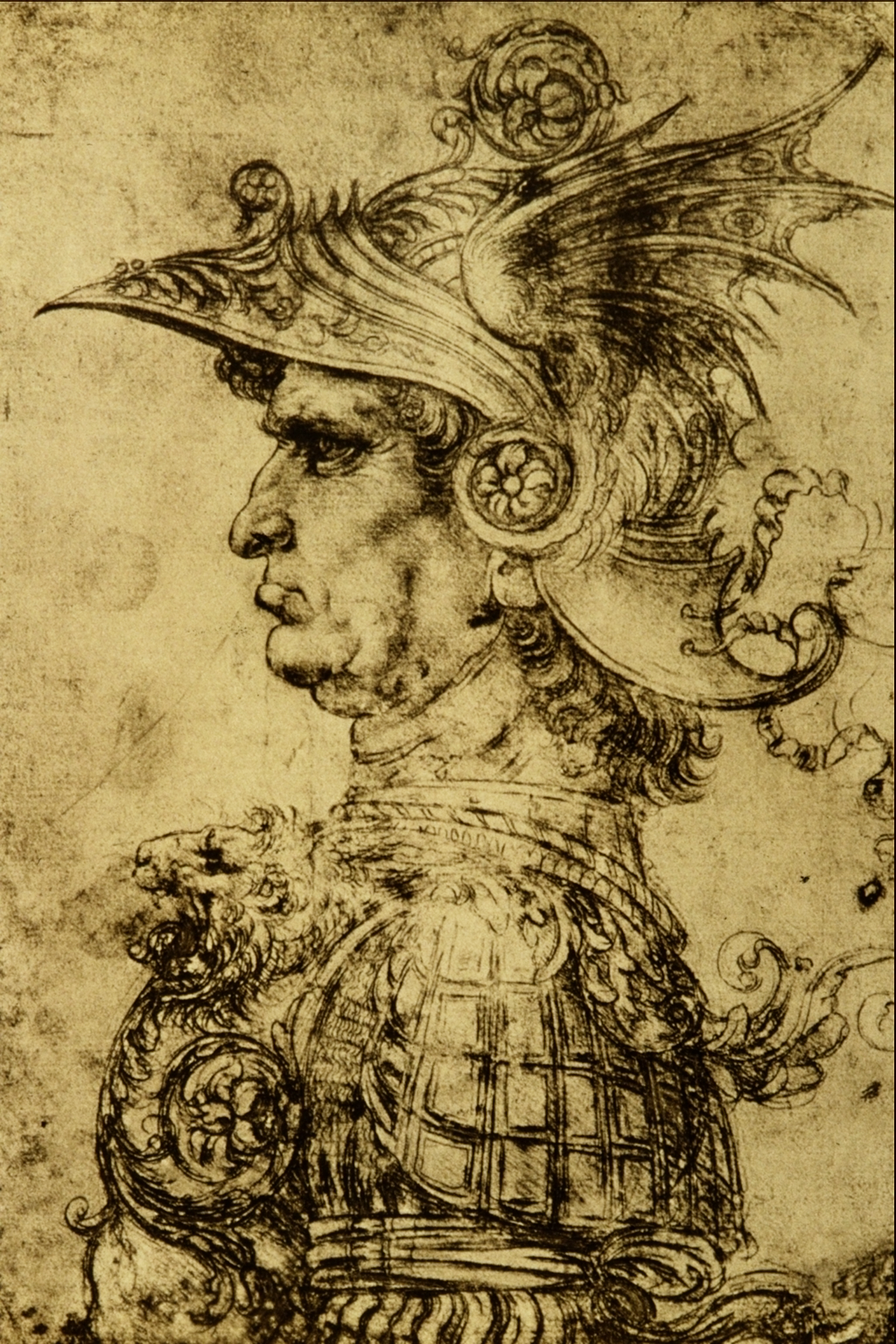
Якопо даль Верме

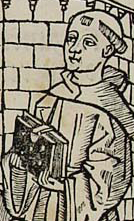
Франсеск Эшименис

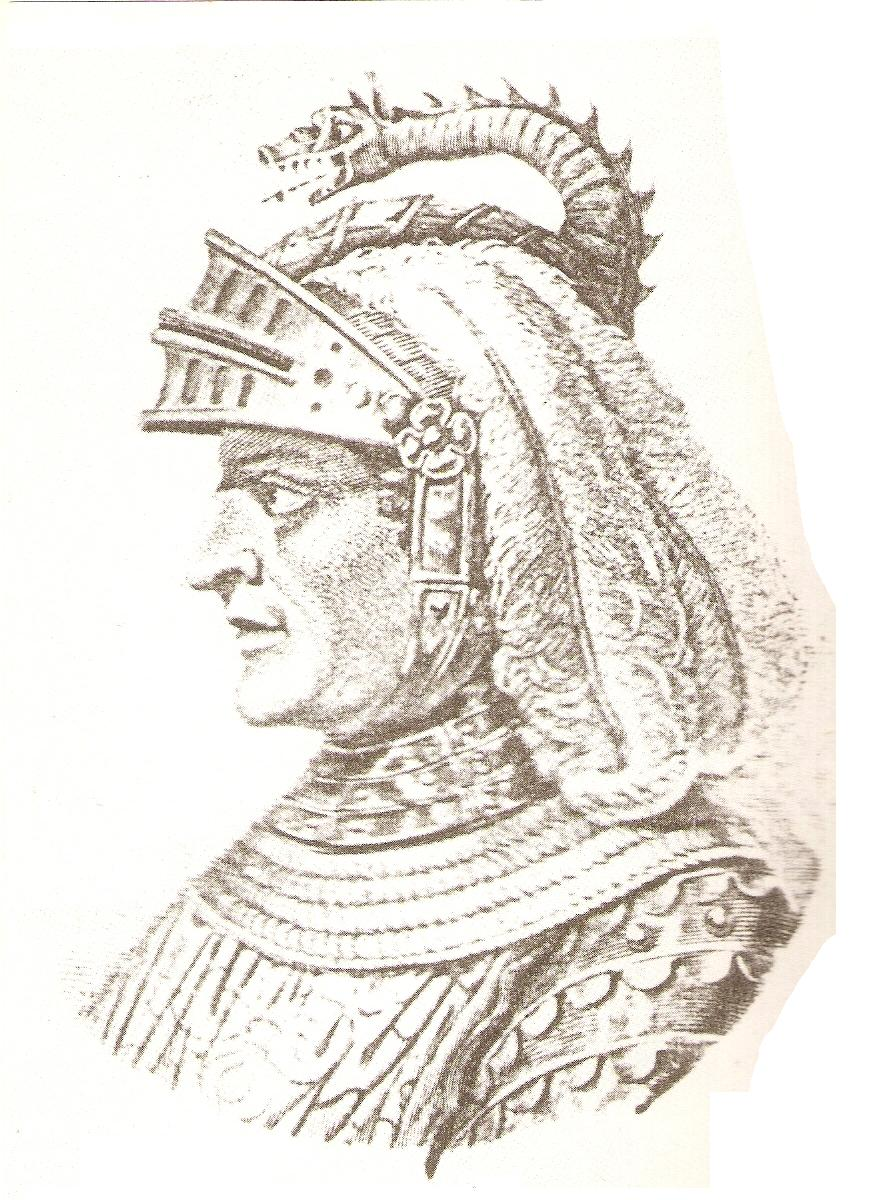
Альберико да Барбиано

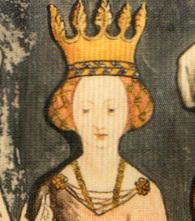
Бланка Английская

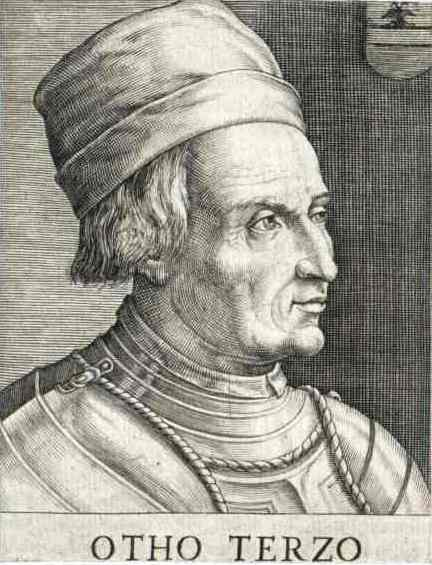
Оттобоне Терци

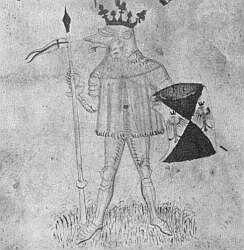
Мартин I

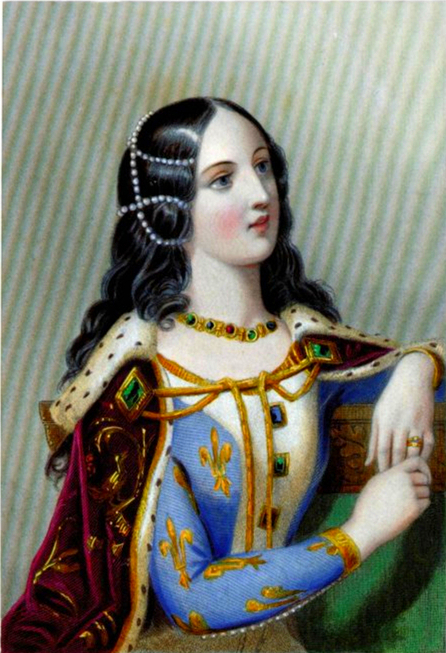
Изабелла Валуа

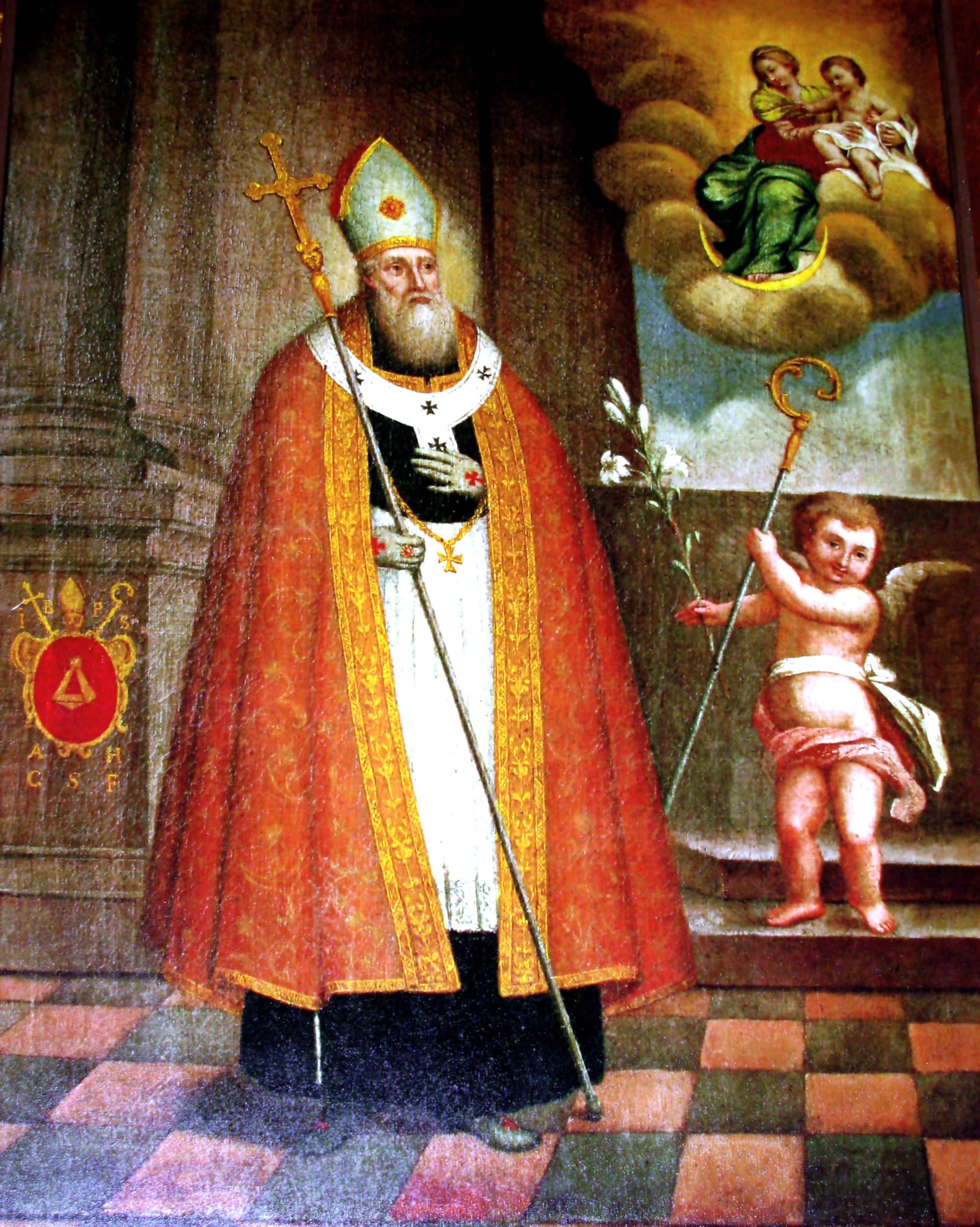
Яков Стрепа

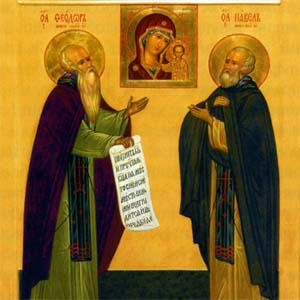
Феодор Ростовский и Павел Ростовский

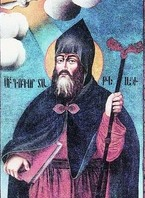
Григор Татеваци

В этой статье представлен список известных людей, умерших в 1409 году.
См. также: Категория:Умершие в 1409 году

## Январь
- 12 января — Руперт I Легницкий (61) — князь Легницкий (с 1364) (вместе с тремя братьями), регент в Глогувско-Жаганьском княжестве (1397—1401).
- Бранкалеоне Дориа — генуэзский дворянин, претендент на юдикат Арборея (1407—1408), полководец, погиб в войне с Сицилией.

## Февраль
- 12 февраля — Якопо даль Верме — итальянский кондотьер, командовавший войсками миланского герцога Джан Галеаццо Висконти.
- Эдмунд Мортимер (34) — английский аристократ, военачальник, 2-й сын Эдмунда Мортимера, 3-го графа Марч, участник восстания Оуайна Глиндура.

## Апрель
- 9 апреля — Аренд Эгмонт — сеньор Эгмонта, Эйссельстейна и Зегварда.
- 23 апреля — Франсеск Эшименис — каталанский писатель-францисканец
- 26 апреля — Альберико да Барбиано — итальянский кондотьер, основатель «Итальянской компании святого Георгия» (1376).

## Май
- 8 мая — Пир Мухаммад Мирза — принц из династии Тимуридов, сын Умар-шейха и внук  Тамерлана; убит своими солдатами.
- 18 мая — Бартоломью Буршье — английский аристократ, 3-й барон Буршье (с 1400).
- 19 мая — Лоренсо I Суарес де Фигероа — кастильский дворянин, сеньор Торре-де-Монтурке и 37-й магистр Ордена Сантьяго (1387—1409).
- 22 мая — Бланка Английская (17) — дочь английского короля Генриха IV, жена Людвига III, курфюрста Пфальца
- 27 мая — Оттобоне Терци — итальянский кондотьер, тиран Пармы (1404—1409); убит.

## Июнь
- 8 июня — Ги де Руа — французский церковный деятель, епископ Вердена (1375—1379), епископ Доля (1381—1382), епископ Кастра (1383—1385), архиепископ Тура (1383—1384), архиепископ Санса (1386—1390), архиепископ Вердена (1390—1409).

## Июль
- 25 июля — Мартин I — король-консорт Сицилии (1392—1401) как муж королевы Марии, король Сицилии (1401—1409).
- 26 июля — Элизабет Бергерш — английская аристократка, 3-я баронесса Бергерш в своём праве (suo jure) (с 1369).

## Август
- 1 августа — Ядвига Легницкая — польская принцесса из Легницкой линии династии Силезских Пястов, жена князя Жаганьского, Глогувского и Сцинавского Генриха VI Старшего, княгиня-консорт Глогува и Сцинавы (1372—1378), княгиня-консорт Жагани (1372—1393), княгиня Жаганьская (1393—1403)

## Сентябрь
- 13 сентября — Изабелла Валуа (19) —  дочь французского короля Карла VI, королева-консорт Англии (1396—1399), вторая жена короля Ричарда II.

## Октябрь
- 20 октября — Яков Стрепа — польский религиозный деятель, Галицко-львовский архиепископ (1391—1392), францисканец, блаженный Католической церкви.
- 22 октября — Феодор Ростовский — преподобный Русской православной церкви; основатель и первый игумен Ростовского Борисоглебского монастыря.

## Декабрь
- 4 декабря — Уильям де Уиллоуби — английский аристократ, 5-й барон Уиллоуби де Эрзби (с 1396), кавалер ордена Подвязки (1400).
- 27 декабря — Григор Татеваци — армянский философ, богослов и педагог, музыкант, художник-миниатюрист, ректор Татевского университета, святой армянской церкви.

## Дата неизвестна или требует уточнения
- Абу Бакр-мирза —  царевич из рода Тимуридов, старший сын Миран-шаха и внук Тамерлана.
- Андрей Фёдорович — Ростово-Усретинский князь (1331—1360, 1364—1409)
- Виганд Марбургский — немецкий хронист и герольд Тевтонского ордена, автор «Новой Прусской хроники».
- Якопо Далле Мазенье — итальянский архитектор
- Иосиф Захарьевич — новгородский посадник (1388, 1394, 1405—1406)
- Пётр Кмита — польский магнат, государственный и военный деятель, Каштелян люблинский (1385—1401), Воевода сандомирский (1401—1406), Воевода краковский (1406—1409).
- Ян из Тарнова — польский магнат, подкоморий сандомирский (1368), маршалок надворный (1370), маршалок Королевства Польского (1373—1379), каштелян сандомирский (1377), воевода сандомирский (1385—1401), генеральный староста русский (1387), воевода  краковский (1401—1406), каштелян и староста краковский (1406). Староста радомский и староста сандомирский.